# تا آستانه بر فشار بیفزا
«تا آستانه بر فشار بیفزا» (به انگلیسی: Push It To The Limit) نام تک‌آهنگ کوربین بلو در آلبوم اولین، جهت دیگر است. این ترانه در ۲۵ نوامبر ۲۰۰۶ منتشر شد. این آهنگ در فیلم بپر داخل! ظاهر شد.